# Kleine Haubennetzspinne
Die Kleine Haubennetzspinne oder Korinther Kugelspinne (Phylloneta sisyphia, Syn.: Theridion sisyphium) ist eine Spinne aus der Familie der Kugelspinnen (Theridiidae). Sie ist paläarktisch verbreitet und neben der Gewöhnlichen Haubennetzspinne (P. impressa) eine von zwei in Mitteleuropa vorkommenden Arten der Haubennetzspinnen (Phylloneta). Die xerothermophile (trockenwarme Habitate bevorzugende) Spinne bewohnt vor allem Pflanzen wie Ginster (Genista) oder Heidekräuter (Erica) in offenen Arealen.
Die Kleine Haubennetzspinne legt ein für die Familie typisches Raumnetz an und erbeutet mit dessen Hilfe offenbar bevorzugt Zweiflügler. Vor den mehrfachen Paarungen findet je eine Balz statt. Die Art weist wie andere der Gattung ein für Spinnen vergleichsweise ausgeprägtes Brutpflegeverhalten auf und das Muttertier versorgt seine anfangs bei ihm verbleibenden Nachkommen mit intestinalen (aus dem Darm stammenden) Flüssigkeiten, ehe diese sich trennen und selbstständig über mehrere Fresshäute (Häutungsstadien) heranwachsen.
Anhand der Kleinen Haubennetzspinne ließ sich die für Haubennetzspinnen typische Form der Brutpflege erstmals in den 1960er Jahren nachweisen, wofür ein Muttertier der Art mit radioaktiv markierten Fliegen gefüttert wurde. Die radioaktive Substanz ließ sich später auch in den Jungtieren nachweisen, womit die Versorgung der Nachkommen seitens des Muttertiers belegt werden konnte.

## Merkmale
Das Weibchen der Kleinen Haubennetzspinne erreicht eine Körperlänge von 2,5 bis 5,2 und das Männchen eine von 2,4 bis 4,5 Millimetern. Damit handelt es sich um einen kleineren Vertreter der Kugelspinnen (Theridiidae). Der grundsätzliche Körperbau der Art gleicht dem anderer Haubennetzspinnen (Phylloneta).

### Sexualdimorphismus
Die Kleine Haubennetzspinne weist wie viele Spinnen einen signifikanten Sexualdimorphismus (Unterschied der Geschlechter) auf. Dieser macht sich neben der Größe auch im Habitus (Erscheinungsbild) mitsamt der Färbung bemerkbar.

#### Weibchen

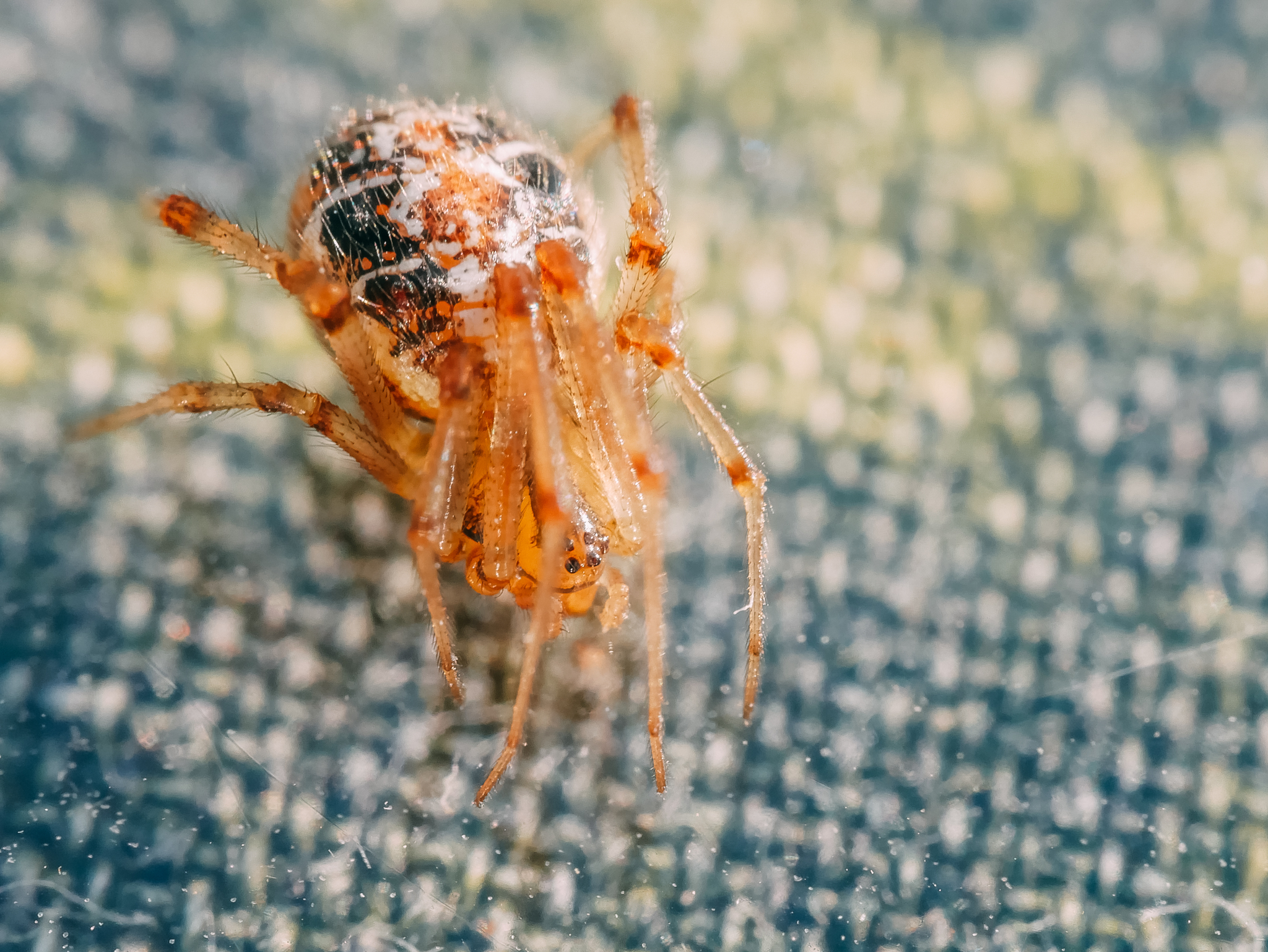
Detailansicht eines Weibchens

Das Weibchen erreicht innerhalb der schwedischen Bestände eine Körperlänge von 2,7 bis 4,4 und durchschnittlich 3,7 ± 0,4 Millimetern, wobei der Carapax (Rückenschild des Prosomas) eine Länge von 1,11 bis 1,63 und durchschnittlich 1,37 ± 0,13 Millimetern erreicht. Die Breite dieses Körperabschnitts beträgt in dem Fall 0,94 bis 1,38 und im Durchschnitt 1,37 ± 0,13. Das Verhältnis zwischen Länge und Breite beträgt beim Weibchen in dem Fall 1,1 bis 1,4 sowie durchschnittlich 1,23 ± 0,06 und seine Neigung 50°.
Der Carapax des Weibchens ist rötlichgelb gefärbt. Auf ihm verläuft horizontal ein median (mittig) angelegtes und breites Band, das rotbraun erscheint. Die Cheliceren (Kieferklauen) des Weibchens sind blass gelblichbraun gefärbt. Sie verfügen über keine Zähne, allerdings außerseits über borstenartige Setae (chitinisierte Haare). Das Sternum (Brustschild des Prosomas) des Weibchens hat eine rötlichgelbe Grundfarbe mitsamt einer schwach rötlichbraunen Umrandung. Die Beine erscheinen hier gelblichbraun, wobei die Gelenke dunkelbraun gefärbt sind. Die Beinformel (Formel vom längsten zum kürzesten Beinpaar) lautet 4-1-2-3.
Das Opisthosoma (Hinterleib) des Weibchens ist dorsal (oben) ähnliche wie sein Carapax mit einem Medianband versehen, das hier jedoch anteriorer (vorderer) schwach rotbraun gefärbt und außerdem mit einer dichten Anordnung weißer Punkte versehen ist. Posterior (hinten) hat das Medianband auf dem Opisthosoma eine gelblichweiße Färbung. Weitere submarginale (fast am Rand gelegene) Bänder sind dorsal auf dem Opisthosoma befindlich, wobei diese für sich in dunkelbraune Quadrate unterteilt sind, die dazwischen liegenden Räume sind weißlich. Die braun oder grüngelblich gefärbten Flanken des Opisthosomas besitzen beim Weibchen weiße Sprenkelungen. Ventral (unten) ist der überwiegende Teil des Opisthosomas beim Weibchen matt oder grünlichgelb gefärbt. Nahe den Spinnwarzen befinden sich schwarzbraune Punkte. Die Opercula (Lungendeckel) sind gelb gefärbt, können dabei jedoch farblich variieren.

Ansichten von Weibchen
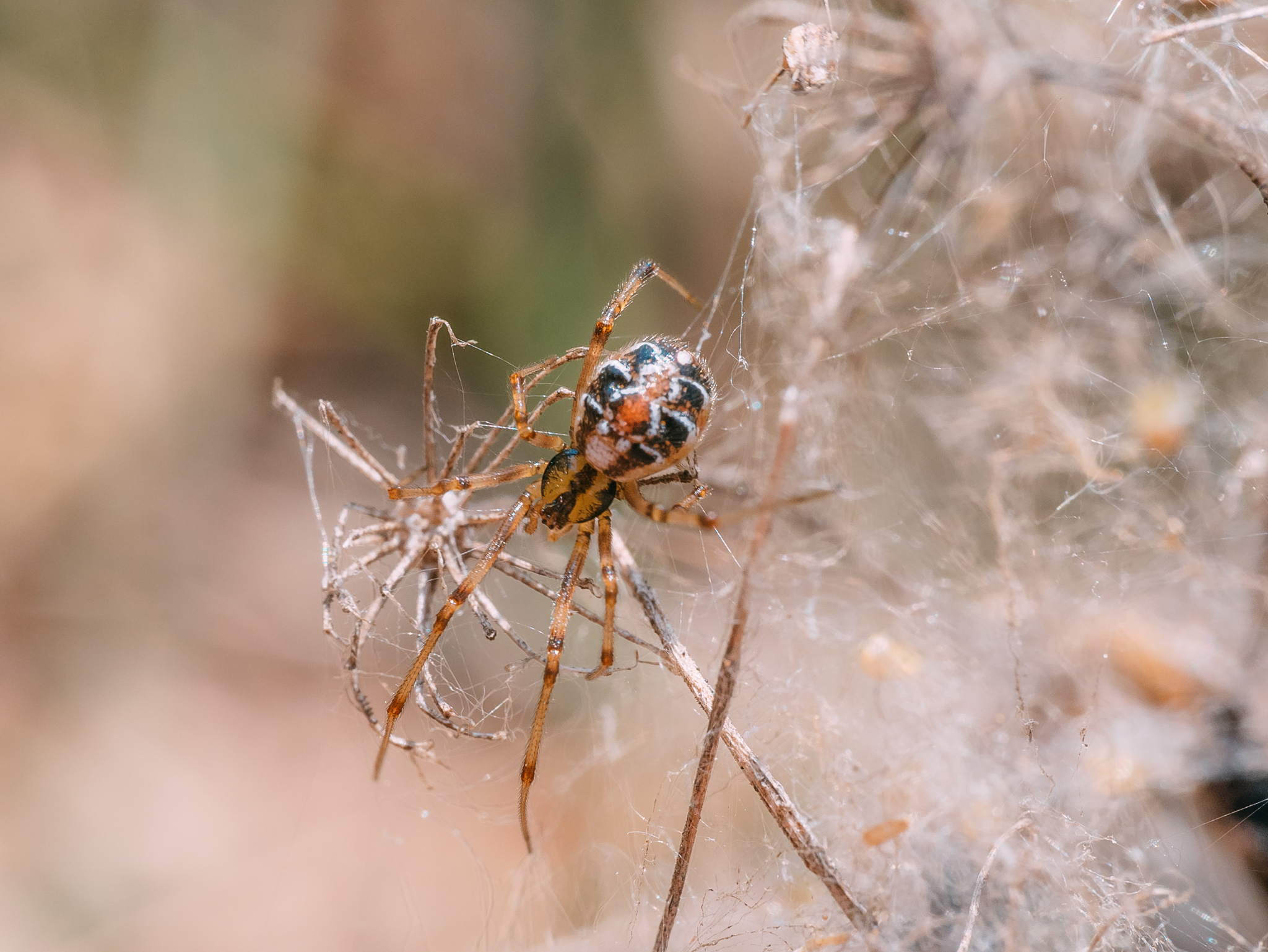
Dorsalansicht
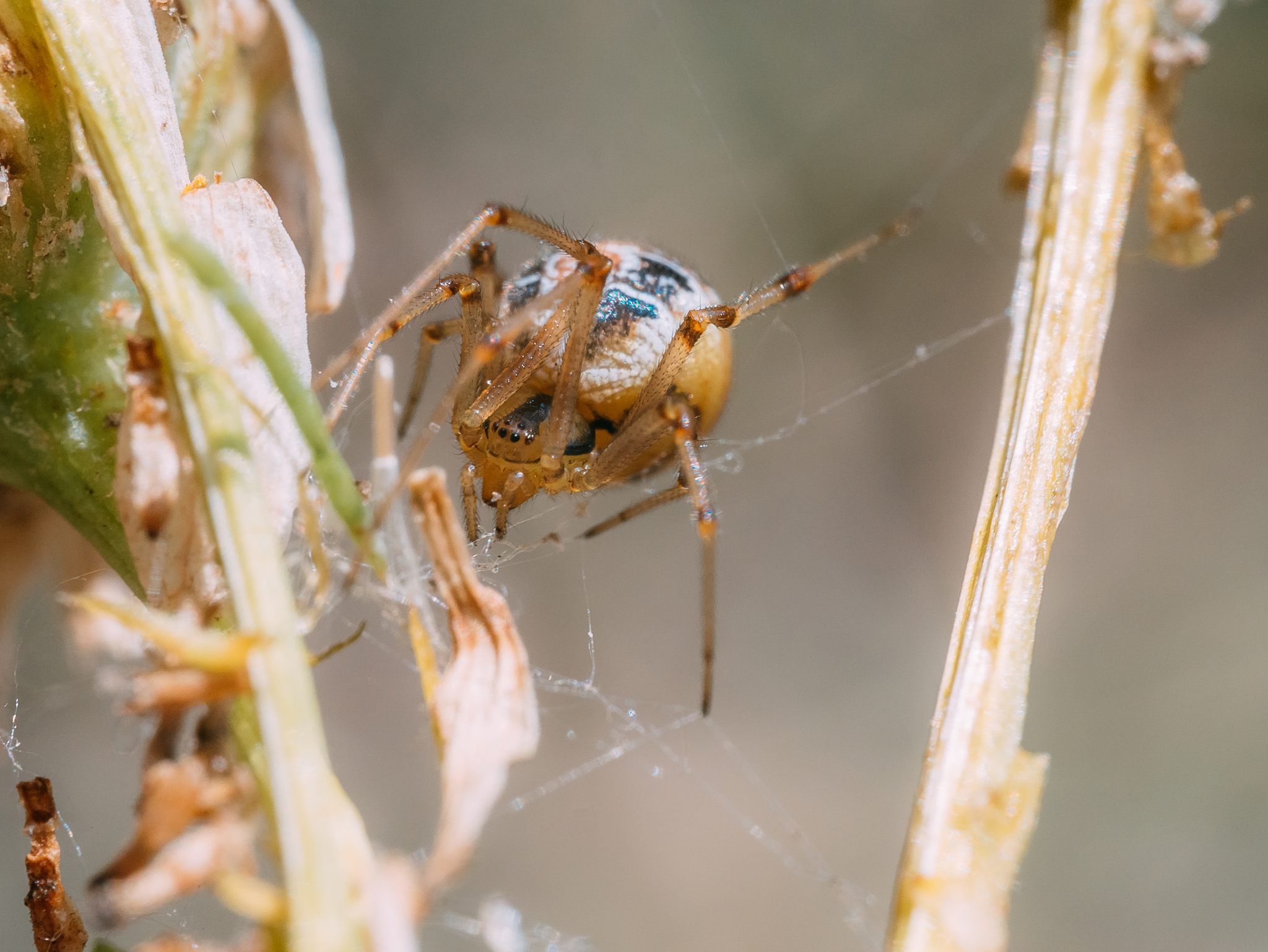
Frontalansicht
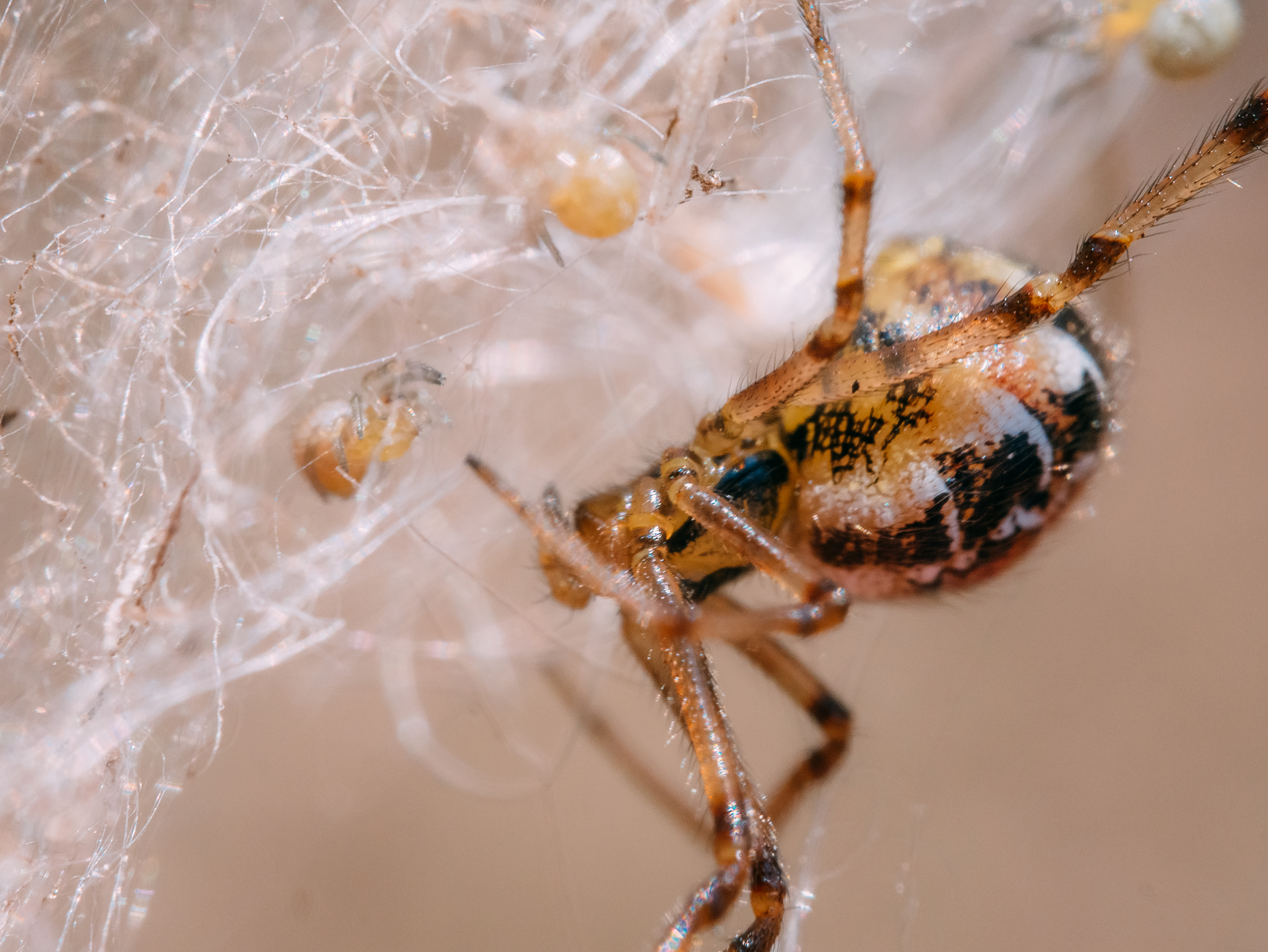
Laterale Detailansicht mit Jungtieren
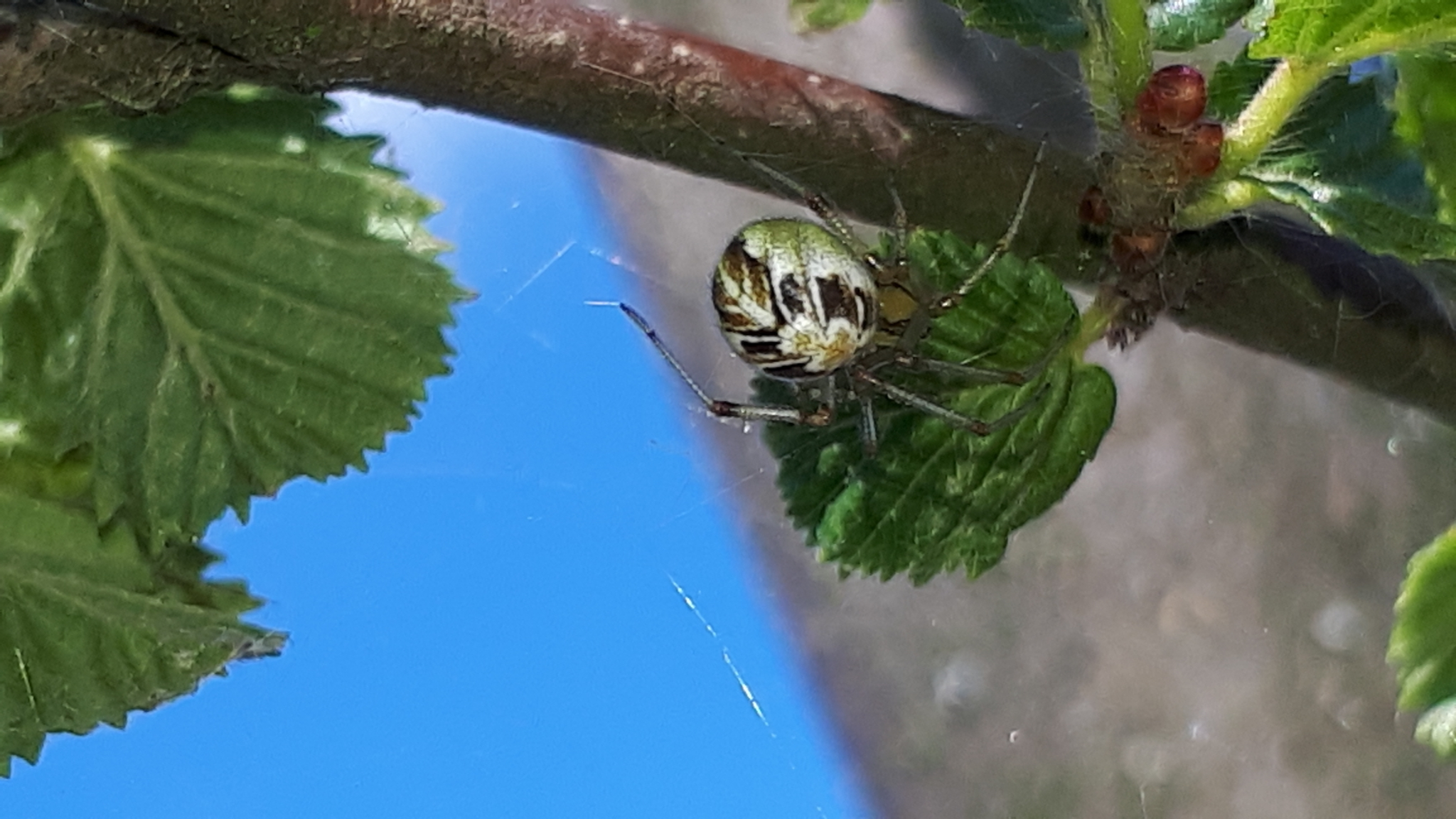
Rückansicht
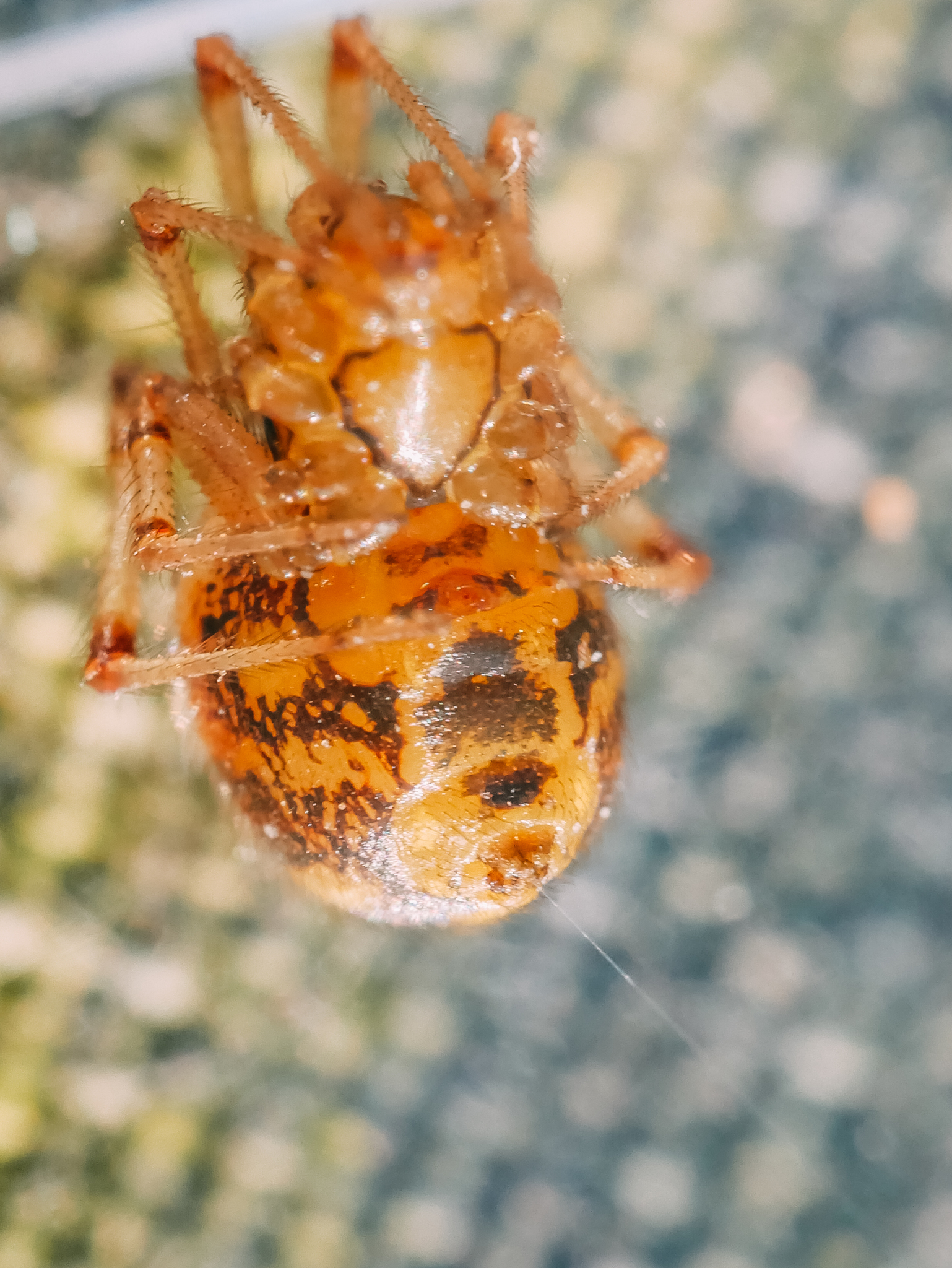
Ventralansicht

#### Männchen

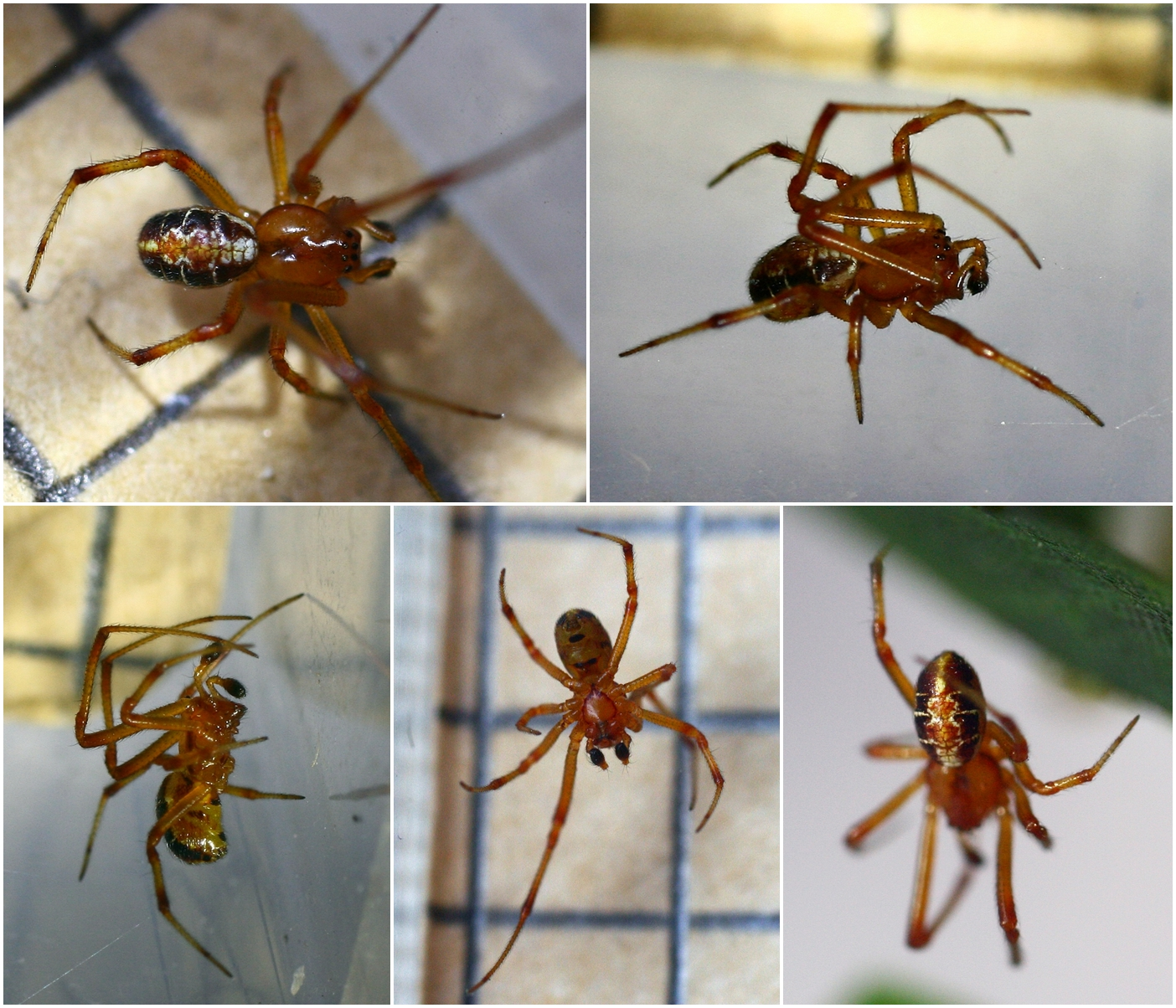
Verschiedene Ansichten eines Männchens

Der Körper des Männchens wird innerhalb der schwedischen Populationen 2,4 bis 3,3 sowie im Durchschnitt 2,9 ± 0,3 Millimeter lang werden. Dabei ist der Carapax hier 1,18 bis 1,75 Millimeter und durchschnittlich 1,41 ± 0,19 Millimeter lang sowie 0,97 bis 1,45 und durchschnittlich 1,15 ± 0,15 Millimeter breit. Beim Männchen beläuft sich das Längen-Breiten-Verhältnis des Carapax auf 1,06 bis 1,4 sowie im Durchschnitt 1,2 ± 0,07 auf.
Der Carapax des Männchens hat eine schwache rotbraune Grundfarbe. Auch hier ist ein breites Medianband vorhanden, das beim Männchen allerdings eine braune bis dunkelbraune Grundfärbung aufweist, während dessen marginaler (am Rand gelegener) Bereich dunkelbraun gefärbt ist. Die Cheliceren des Männchens erscheinen blass rötlichbraun, wobei die Klauenglieder hier eine rötliche Farbgebung aufweisen. Ähnlich wie bei den Cheliceren des Weibchens sind bei denen des Männchens sowohl keine Zähne, dafür aber Setae auf der Außenseite vorhanden. Hier besitzt das Sternum gelbbraune Grundfärbung sowie eine dunkelbraunen Umrandung. Die Beine des Männchens sind schwach gelbbraun gefärbt, die Gelenke erscheinen dabei rotbraun.
Beim Männchen ist das Opisthosoma ebenfalls mit einem Medianband versehen, das hier anterior jedoch eine weißliche Farbe hat. Im Bereich der Mitte des Opisthosomas ist das Band dunkel rötlichbraun gefärbt. Auch sind hier wie beim Weibchen jeweils geteilte submarginale Bänder vorhanden, deren Zwischenraum hier jedoch nicht ausgefüllt ist. Die Ventralseite des Opisthosomas verfügt beim Männchen eine schwach gelbliche Grundfärbung und lateral (seitlich) über longitudinale (in Längsrichtung verlaufende) und rötlichbraune Bänder. Die Spinnwarzen des Männchens sind gelblich und nahe seiner Opercula befinden sich eine dunkelbraune Markierung.

### Genitalmorphologische Merkmale

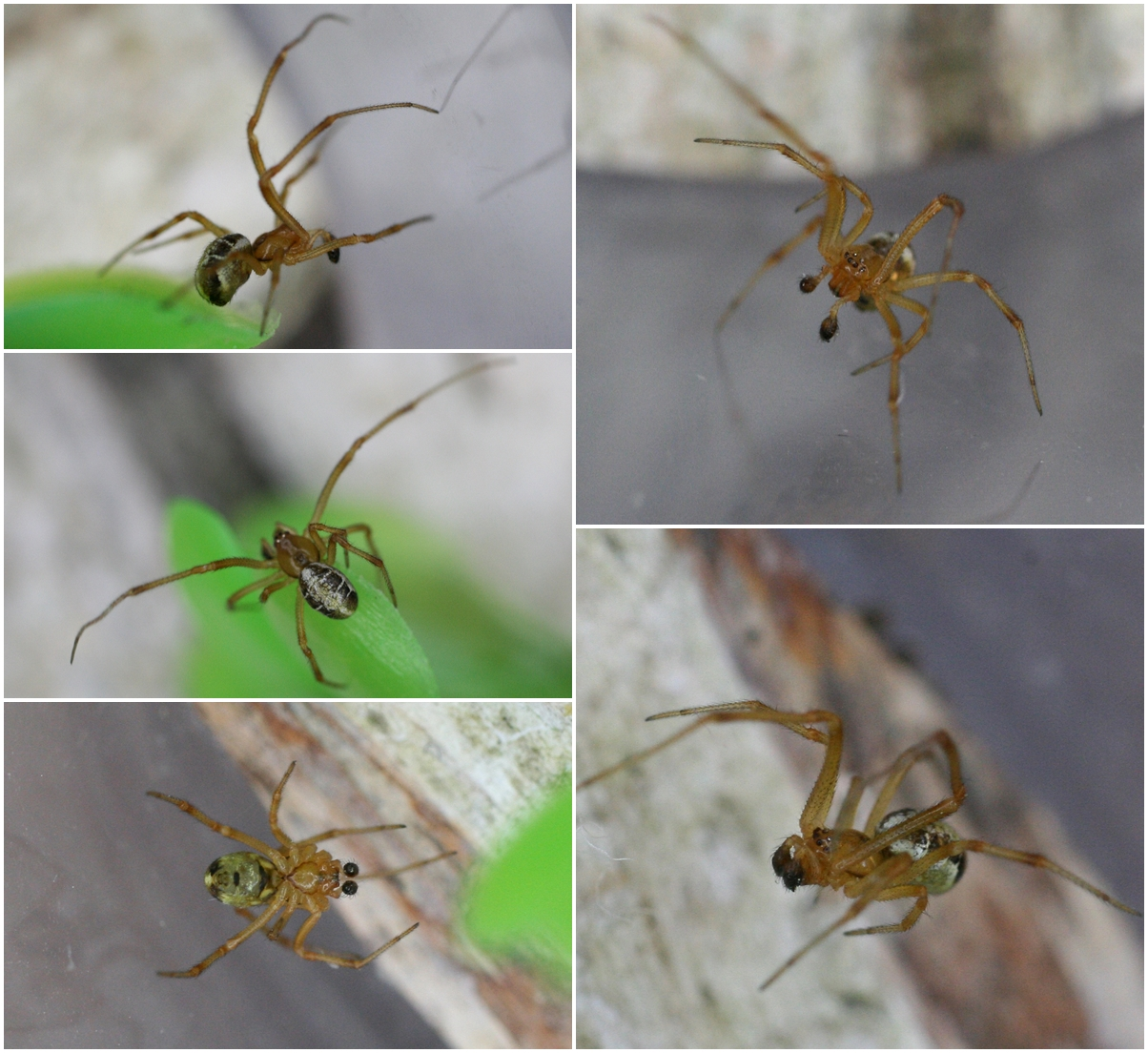
Weitere Ansichten eines Männchens mit den hier teilweise gut erkennbaren Bulbi

Die Pedipalpen (umgewandelte Extremitäten im Kopfbereich) sind beim Männchen der Kleinen Haubennetzspinne rötlichbraun gefärbt. Bei einem einzelnen Bulbus (männliches Geschlechtsorgan) ist dessen Cymbium (erstes und vorderstes Sklerit, bzw. Hartteil) mit einer braunen Färbung versehen. Der Konduktor (Leiter) des Bulbus weist eine gefurchte Gestalt auf und verläuft teilweise über den Alveolus (Grube des Cymbiums) hinaus. Wie bei anderen Haubennetzspinnen (Phylloneta) befinden sich auch beim Männchen dieser Art am Tegulum (zweites und mittleres Skelrit) je zwei Apophysen (chitinisierte Fortsätze), von denen eine prolateral (seitlich dem Körper zugewandt) angelegt und breit gebaut und die andere spitz zulaufend sowie medial angelegt ist. Der Embolus (drittes und letztes Sklerit) endet in einer kurzen Spitze.

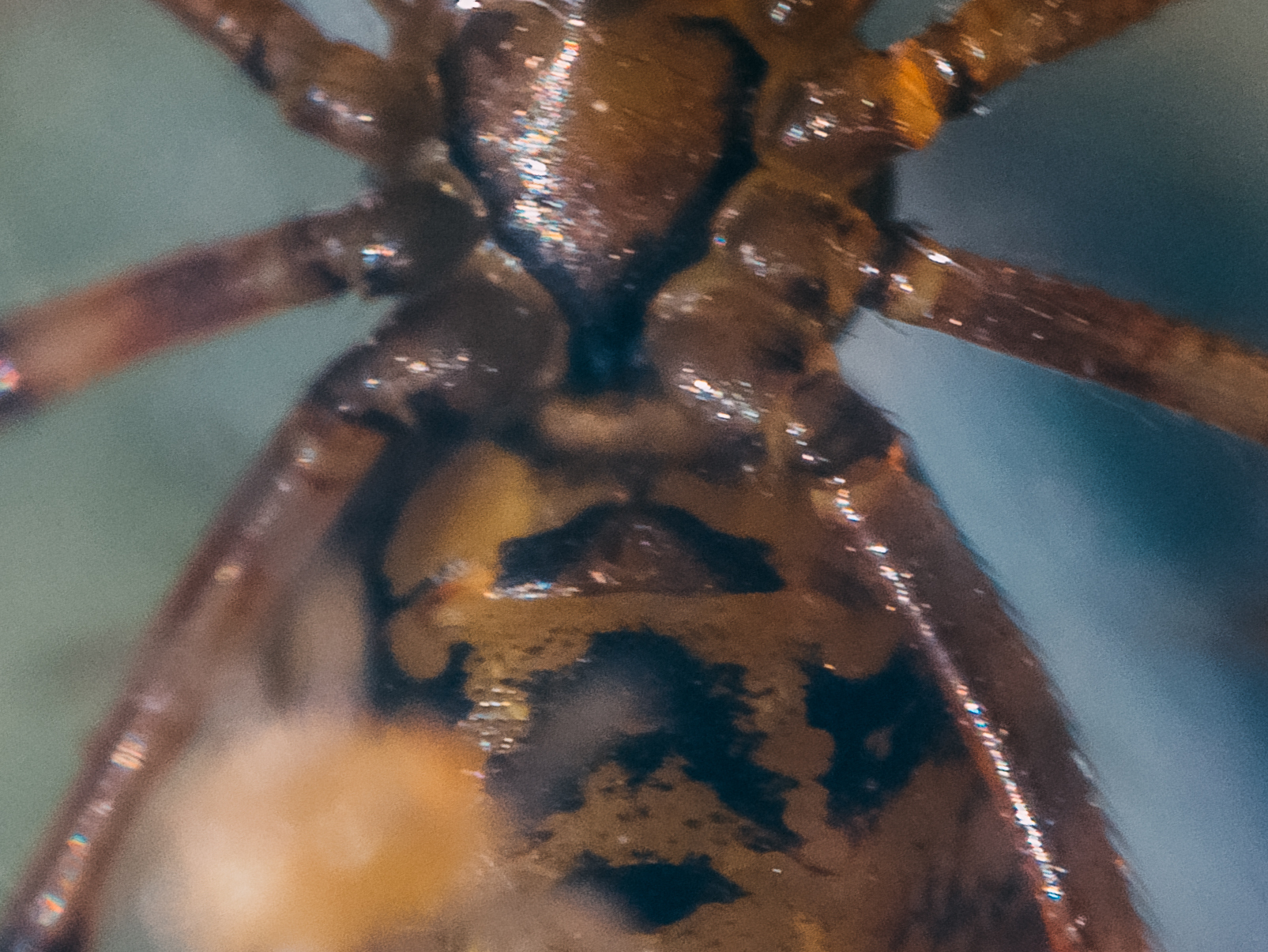
Epigyne eines Weibchens

Die Epigyne (weibliches Geschlechtsorgan) der Kleinen Haubennetzspinne besitzt ein einförmiges Atrium (Eingang). Die Kopulationsöffnungen befinden sich an den lateralen Rändern der Epigyne. Die Kopulationskanäle sind eng und mit einer großen Drüse versehen. Die Spermatheken (Samentaschen) haben eine ovale Gestalt.

### Differenzierung von der Gewöhnlichen Haubennetzspinne
| Weibchen | Männchen |
|          |          |

Die Kleine Haubennetzspinne ähnelt der ebenfalls zu den Haubennetzspinnen (Phylloneta) zählenden Gewöhnlichen Haubennetzspinne (P. impressa), deren Körperlänge und Zeichnung die Art weitestgehend entspricht. Bei der Gewöhnlichen Haubennetzspinne schließt das Medianband auf dem Carapax jedoch nicht die posteriore Augenregion mit ein. Die sicherste Differenzierungmethode ist allerdings der Aufbau der Geschlechtsorgane beider Arten. Bei einem einzelnen Bulbus der Gewöhnlichen Haubennetzspinne befindet sich eine tiefe Furche am Konduktor an dessen Stützpunkt. Außerdem ist die Spitze des Embolus longitudinal gerade oder fast gerade verlaufend. Das Atrium der Epigyne der Gewöhnlichen Haubennetzspinne ist breiter als lang und nahe dem posterioren Rand des Atriums befindet sich hier eine Carina (kielartiger Vorsprung).

## Vorkommen

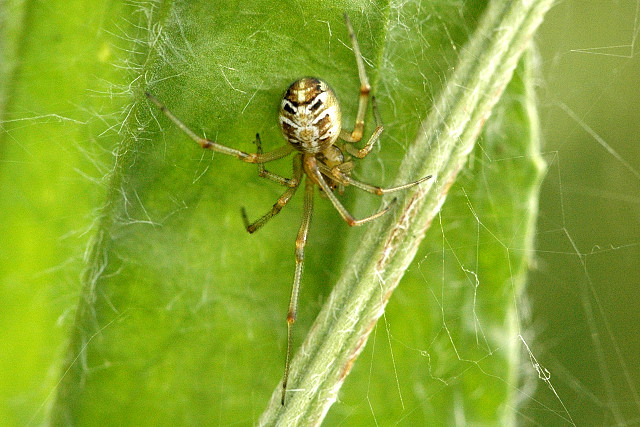
Weibchen, gefunden beim Schloss Commanster in Belgien.

Das Verbreitungsgebiet der Kleinen Haubennetzspinne erstreckt sich von Europa über die Türkei, Kaukasien, Russland (europäischer bis südsibirischer Teil), Kasachstan, Zentralasien und China. In Europa selber ist sie ebenfalls weit verbreitet und fehlt in Kontinentaleuropa lediglich in der Republik Moldau, Bosnien und Herzegowina und dem europäischen Teil der Türkei sowie anderweitig auf der russischen Doppelinsel Nowaja Semlja, Franz-Josef-Land, Spitzbergen, Island, den Balearischen Inseln und Kreta. In Vorderasien fehlt die Art außerdem auf Zypern, in Armenien und in Aserbaidschan.
Auf Großbritannien ist die Spinne vor allem im südlichen Teil der Insel vertreten. Nach Norden hin wird ihr Auftreten auf Großbritannien deutlich zerstreuter.

### Lebensräume

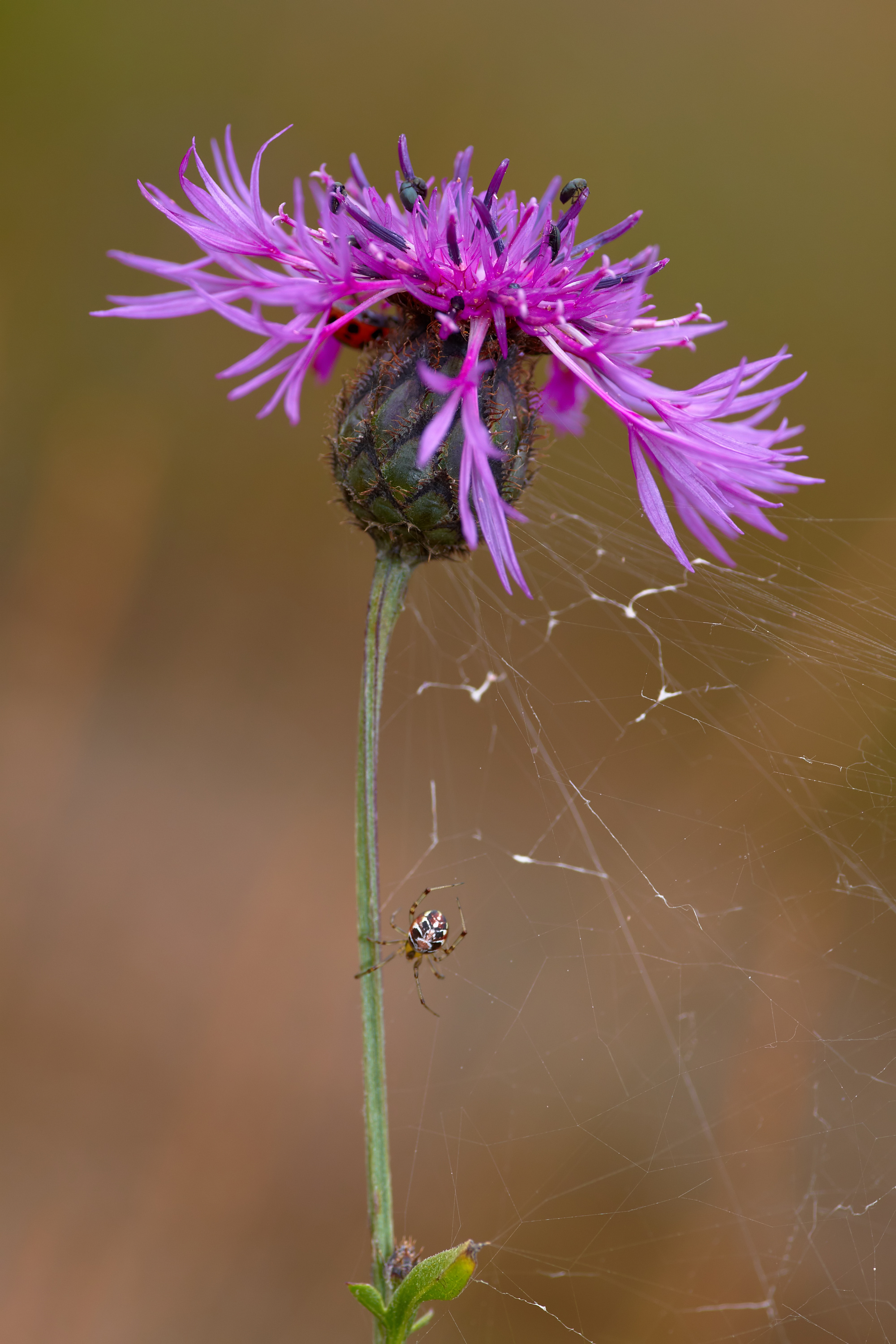
Weibchen in seinem Netz an einer Skabiosen-Flockenblume (Centaurea scabiosa)

Die Kleine Haubennetzspinne ist eine xerothermophile (offene warme Habitate bevorzugende) Art und bewohnt bevorzugt Pflanzen der Gattungen Ginster (Genista) und der der Heidekräuter (Erica) innerhalb offener Areale. Weitere von der Spinne angenommene Habitate (Lebensräume) sind Pflanzen aus den Gattungen der Eichen (Quercus), der Brennnesseln (Urtica), Wacholder (Juniperus) und des Schlehdorns (Prunus spinosa) sowie verschiedene Disteln. Auch weniger offene Lebensräume mit diesen Eigenschaften können von ihr bewohnt werden.
Die Kleine Haubennetzspinne kommt außerdem an ähnlichen Stellen wie die Gewöhnliche Haubennetzspinne (Phylloneta impressa), darunter Ödland und Trockenrasen vor, bewohnt im Gegensatz zu dieser aber auch Waldränder und stärker verbuschtes Ödland. Die Art ist in Höhen von bis zu etwa 2.300 Metern über dem Meeresspiegel nachgewiesen. Auf Großbritannien ist die Spinne in Höhen von bis zu 700 Metern über dem Meeresspiegel vorfindbar.

### Häufigkeit und Gefährdung
Die Kleine Haubennetzspinne gilt in Mitteleuropa allgemein als ziemlich häufig. In der Roten Liste gefährdeter Tiere, Pflanzen und Pilze Deutschlands, bzw. der Roten Liste und Gesamtartenliste der Spinnen Deutschlands (2016) wird die Art als „ungefährdet“ gewertet, da sie ebenso in Deutschland häufig und die Bestandssituation sowohl lang- als auch kurzfristig gleichbleibend ist. Eine Änderung zur vorherigen Version dieser Roten Liste aus (1996) ist nicht feststellbar. In der Roten Liste der Spinnen Kärntens (1999) wird die Spinne in gleicher Kategorie erfasst.
Auch ist die Kleine Haubennetzspinne in der Roten Liste Großbritanniens (2017) nach IUCN-Maßstab in der Kategorie LC („Least Concern“, bzw. nicht gefährdet) gelistet. Gleiches ist bei der Roten Liste der Spinnentiere (Arachnida) Norwegens (2015) der Fall. In der Roten Liste der Spinnen Tschechiens (2015) wird die Art in der Kategorie ES („Ecologically Sustainable“, bzw. ökologisch anpassbar) erfasst.

## Lebensweise
Die Kleine Haubennetzspinne lebt wie für Spinnen üblich räuberisch und legt wie viele Kugelspinnen (Theridiidae) ein für die Familie typisches Spinnennetz an. Die Art ist somit ein Lauerjäger. Die Biologie der Spinne weist viele Parallelen zu der der Gewöhnlichen Haubennetzspinne (Phylloneta impressa) auf.

### Netzbau, Jagdverhalten und Beutespektrum

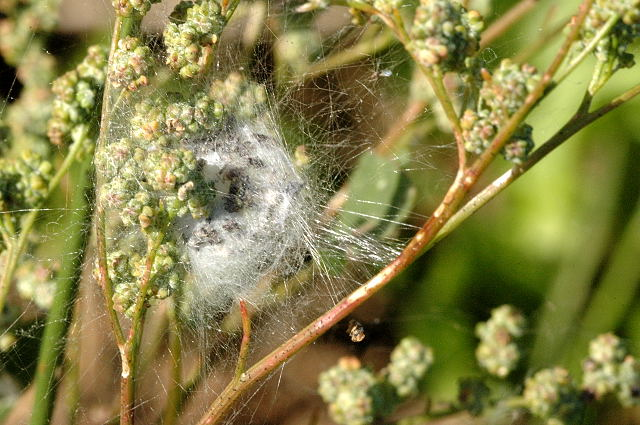
Raumnetz der Kleinen Haubenetzspine mit Schlupfwinkel

Das für Haubennetzspinnen (Phylloneta) typische sowie namensgebende Haubennetz wird von der Kleinen Haubennetzspinne an höheren Standorten, darunter den Zweigen junger Kiefern (Pinus) angelegt. Auch damit unterscheidet sie sich von der Gewöhnlichen Haubennetzspinne (Phylloneta impressa), die ihr Netz im Regelfall in direkter Bodennähe anlegt. Über dem eigentlichen Fangbereich des Netzes befindet sich der Schlupfwinkel, der als Aufenthaltsort der Spinne dient. Dieser kann die Gestalt eines umgekehrten Bechers annehmen und mit Pflanzenpartikeln bedeckt sein. In anderen Fällen erinnert der Schlupfwinkel an ein umgedrehtes Vogelnest und wird von der Spinne mit Beuteresten versehen. Wieder andere Quellen beschreiben den Unterschlupf als flaches und kuppelförmiges Baldachingebilde unter dem dichtesten Teil des Netzes beschrieben.
In die Fangfäden geratene Beutetiere werden von der Kleinen Haubennetzspinne mit klebrigen Fäden beworfen, was mithilfe kammartiger Strukturen an den Tarsen (Fußglieder) des vierten Beinpaars für die Spinne erleichtert wird. Das Beutespektrum der Art setzt sich aus kleineren Fliegen und Mücken zusammen.

### Lebenszyklus und Phänologie

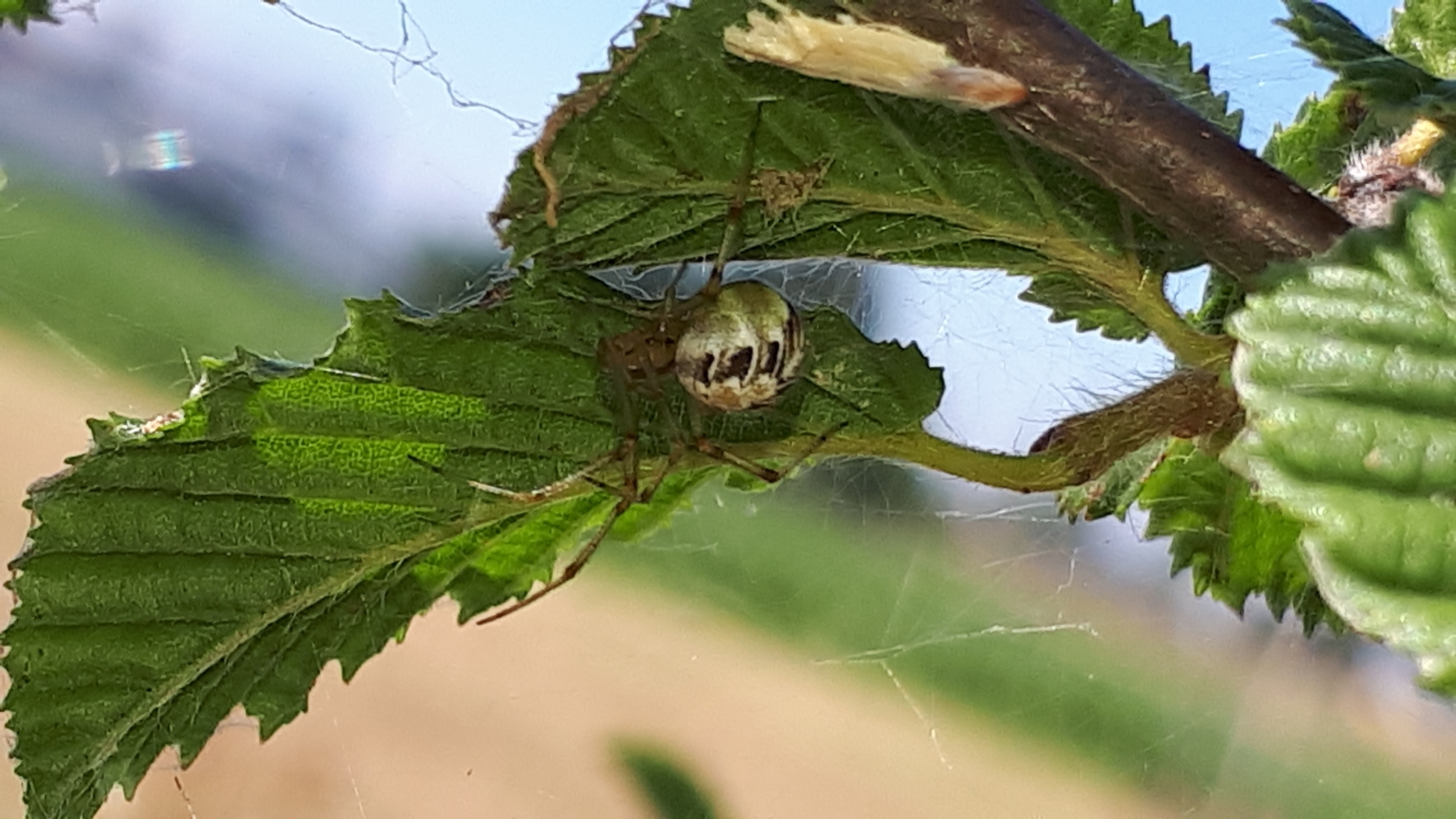
Im Juni aktives Weibchen, gefunden bei Plattling im niederbayerischen Landkreis Deggendorf.

Der Lebenszyklus der Kleinen Haubennetzspinne wird wie bei anderen in den gemäßigten Klimazonen von den Jahreszeiten beeinflusst. Die Phänologie (Aktivitätszeit) der ausgewachsenen Individuen beider Geschlechter beläuft sich im Regelfall auf die Monate Mai und Juni. Damit ist die Phänologie ein weiteres Unterscheidungsmerkmal zur Gewöhnlichen Haubennetzspinne (Phylloneta impressa), da die Kleine Haubennetzspinne in Mitteleuropa bereits etwas früher als die andere Art aktiv ist. In Schweden wird die Phänologie der Spinne bei Männchen im Zeitraum zwischen Mai und Mitte Juli und bei Weibchen in dem zwischen Anfang Juni und Anfang September angegeben. Auf Großbritannien sind adulte Exemplare im Früh- und Hochsommer anzutreffen, wobei der Höhepunkt der Phänologie bei Männchen im Mai und Juni und bei Weibchen im Juli ist. Individuen letzteren Geschlechts können auf der Insel auch noch im Oktober vorfindbar sein.
Es finden je mehrere Paarungen sowie davor jeweils ein Balzverhalten statt. Die erste Paarung und Balz sind nicht genau dokumentiert. Vor der zweiten Begattung vibriert das Männchen für die Balz mit dem Opisthosoma und krümmt seine Beine rapide. Außerdem trommelt und klopft es mit seinen vorderen Extremitäten. Es finden vier bis sieben Paarungen statt, die im Regelfall 10 Sekunden dauern. Das Männchen fertigt nach jeder Paarung ein Spermanetz. Lediglich nach der letzten Paarung ist dies nicht mehr der Fall.
Der kugelige, matt- oder blaugrüne Eikokon kann 30 bis 40 gelblich weiße Eier enthalten. Er wird vom Weibchen im Unterschlupf seines Fangnetzes aufbewahrt. In Mitteleuropa sind Eikokons der Kleinen Haubennetzspinne ab Juni, auf Großbritannien zwischen Juni und August und somit dort etwas früher als die der Gewöhnlichen Haubennetzspinne vorfindbar.
Die Jungtiere sind in Mitteleuropa ab Juli ebenfalls im Netz des Muttertiers anzutreffen. Sie werden von diesem von Mund zu Mund mit intestinalen (aus dem Darm stammenden) Flüssigkeiten ernährt. Das Brutpflegeverhalten der Kleinen Haubennetzspinne ähnelt auch dem der Gewöhnlichen Haubennetzspinne, allerdings können bei dieser aus einem Kokon etwa 100 Jungtiere schlüpfen und die auf oralem (über den Mund stattfindenden) Wege folgende Fütterung der Nachkommen seitens des Muttertieres dauert bei der Kleinen Haubennetzspinne bis zur nächsten Häutung nach dem Schlupf und somit länger als bei der Gewöhnlichen Haubennetzspinne an. Danach bietet das Muttertier den Jungtieren eigens erlegte Beutetiere an und nach einer weiteren Zeitperiode erlegen die Jungtiere und das Muttertier gemeinsam Beutetiere. Wieder nach einiger Zeit stirbt das Muttertier und wird, anders als bei der Gewöhnlichen Haubennetzspinne zumeist nicht von ihren Nachkommen verzehrt. Letztere verlassen das Netz des Muttertieres durch den Spinnenflug.

Lebenszyklus
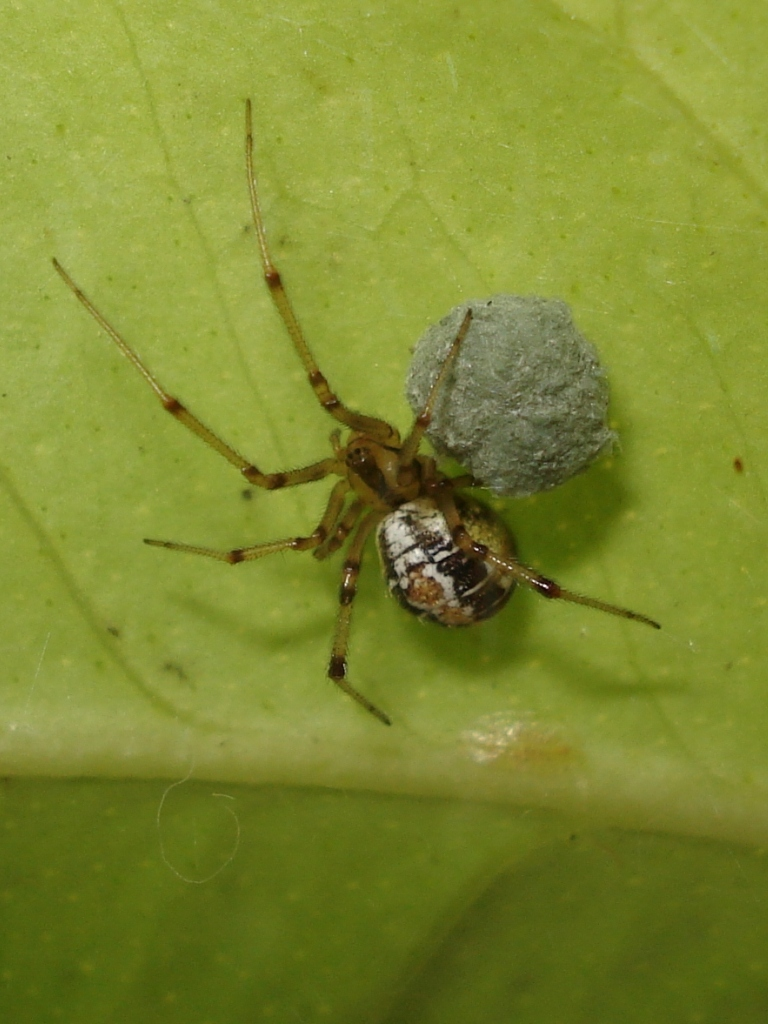
Weibchen mit Eikokon
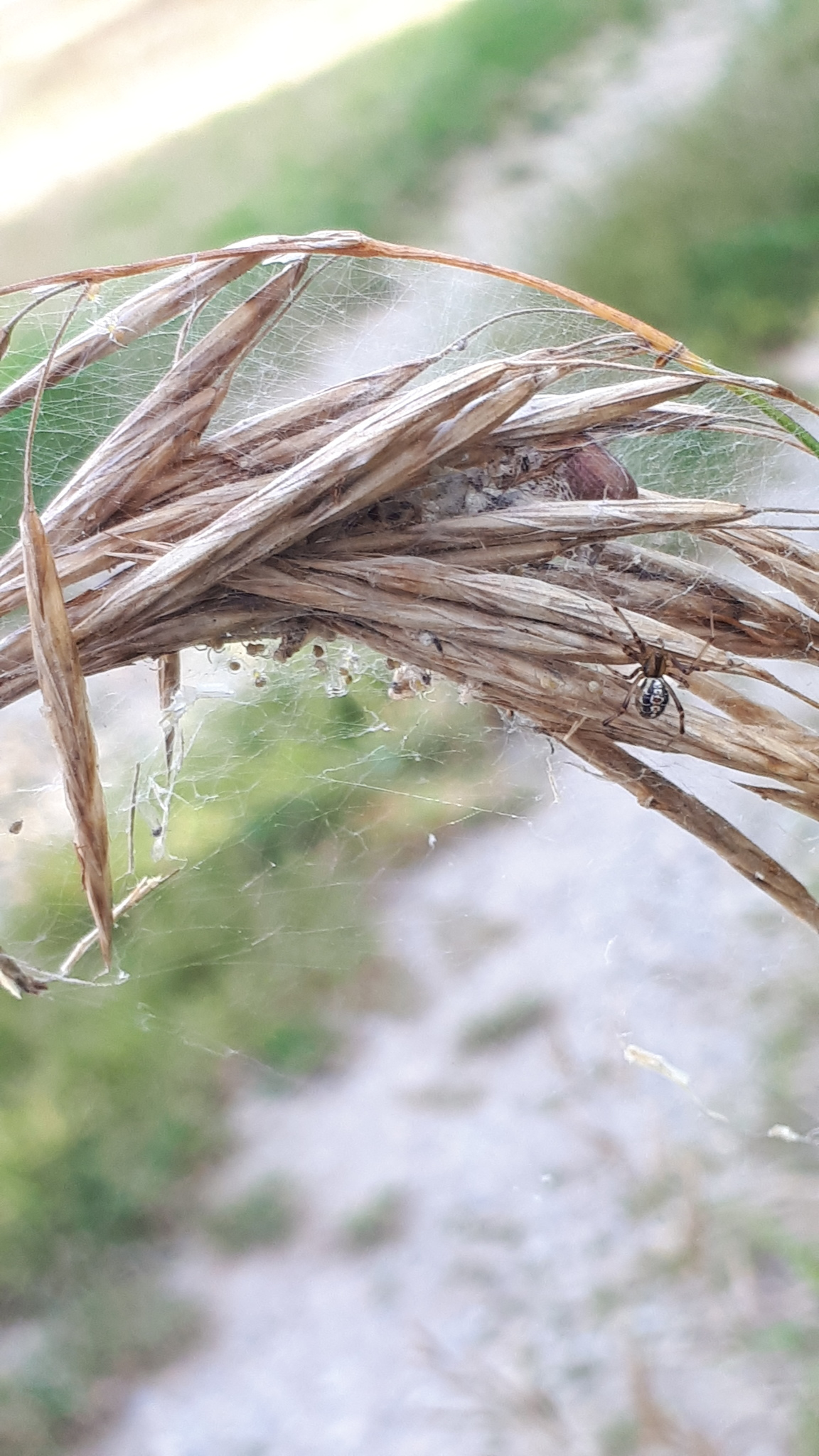
Weibchen mit Jungtieren in seinem Netz
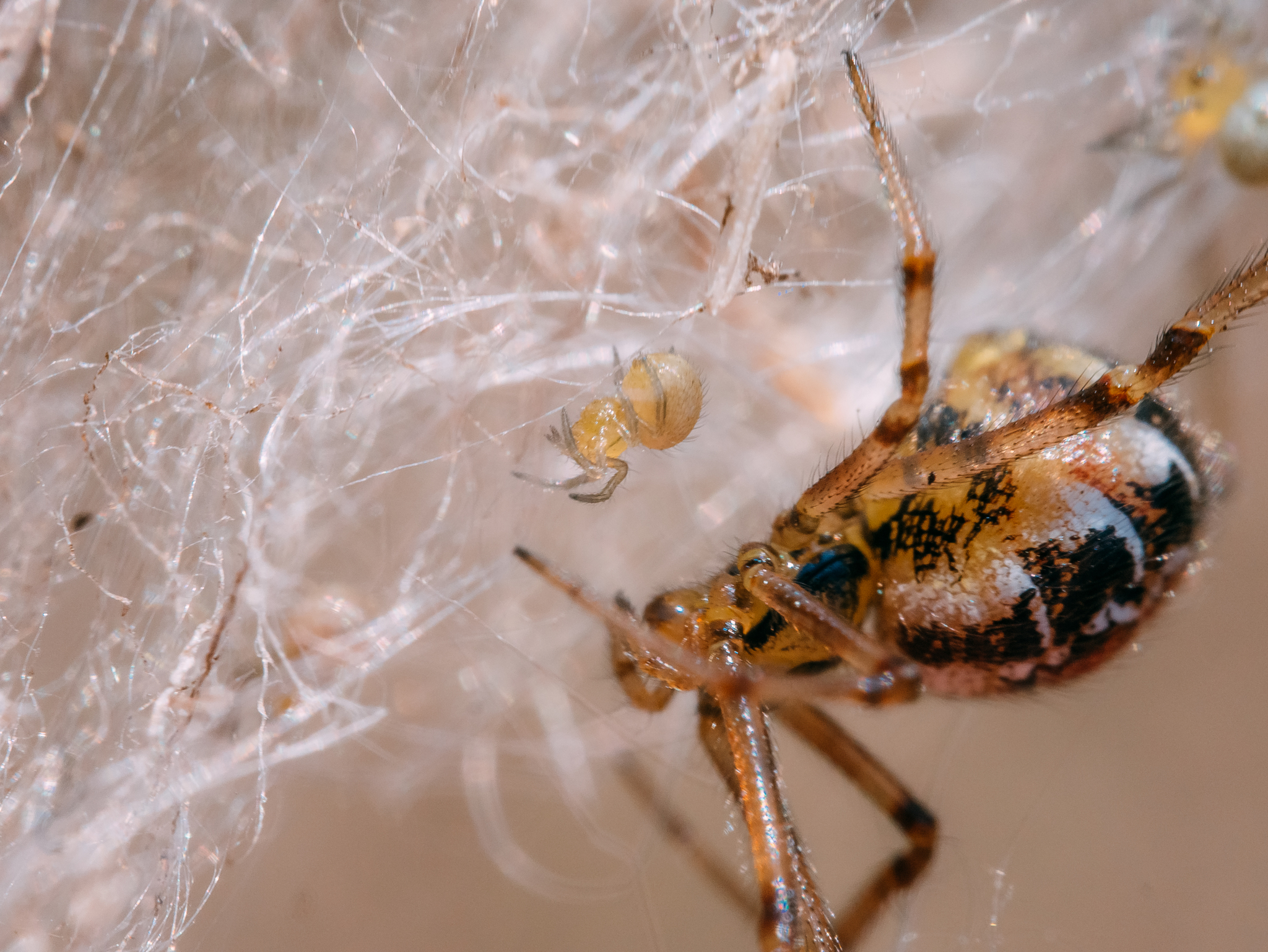
Dito, im Detail. Aus dem Mund des Muttertieres tritt hier gerade ein Nährmitteltropfen für die Jungtiere aus.

## Systematik
Die Systematik der Kleinen Haubennetzspinne durchlief mehrere Änderungen. Der Artname sisyphia stammt von Sisyphos, einer Figur der griechischen Mythologie.

### Beschreibungsgeschichte
Carl Alexander Clercks Buch Svenska Spindlar (deutsch: Schwedische Spinnen) von 1757 ist das erste Werk, in dem durchgehend die heute noch gültige binäre Nomenklatur verwendet wurde. Auf Seite 54 beschreibt Clerck die Kleine Haubennetzspinne unter dem zweiteiligen Namen Araneus sisyphius auf Schwedisch und Lateinisch. Clerck beschreibt zwar ausführlich das irreguläre Netz der Spinne, gibt jedoch nicht an, wie er zu dem Artnamen sisyphius kam. Der Name Araneus (deutsch: Spinne) wird heute nur noch für die Gattung der Kreuzspinnen verwendet, war zur Zeit der Erstbeschreibung jedoch für die Benennung sehr vieler Spinnenarten gebräuchlich, deren Gattungen noch nicht ausreichend differenziert wurden. Im Jahr danach erschien die Kleine Haubennetzspinne unter dem Namen Aranea notata in Carl von Linnés Systema naturae. Der Bezeichnung A. sisyphius wurde jedoch wegen der Priorität der Vorzug gegeben.
1831 wurde die Art von Carl Jakob Sundevall als Theridion sisyphus zur Gattung der Echten Kugelspinnen (Theridion) gestellt. Dieser Name wurde 1870 von Tamerlan Thorell auf Theridion sisyphium korrigiert und danach nahezu durchgehend so bezeichnet. Jörg Wunderlich transferierte die Art 2008 unter dem Namen Phylloneta sisyphia in die Gattung Haubennetzspinnen (Phylloneta).

### Phylogenetische Stellung und äußere Systematik
Bei den 2020 von Rainer Breitling durchgeführten Untersuchungen handelt es sich um phylogenetische (die Abstammung betreffende) Analysen der auf den Britischen Inseln vorkommenden Spinnenarten mitsamt der Kleinen Haubennetzspinne. Dabei stützte sich Breitling bereits auf die 2008 von Wunderlich durchgeführten Untersuchungen, bei denen sich herauskristallisierte, dass die Gattung der Haubennetzspinnen (Phylloneta) die Schwestergattung der Heidekugelspinnen (Simitidion) ist. Auch 1996 von Barbara Knoflach durchgeführte Analysen betrefflich des Paarungsverhaltens dieser Spinnen diente als Fundament für dieses Ergebnis. Als am nächsten verwandte und somit als Schwesterart der Kleinen Haubennetzspinne wird nach Breitling die einzige andere in Europa einschließlich auf Großbritannien vorkommende Art der Haubennetzspinnen (Phylloneta), die Gewöhnlichen Haubennetzspinne (P. impressa) angesehen.

## Die Kleine Haubennetzspinne als Forschungsobjekt
Anhand der Kleinen Haubenetzspinne wurde in den 1960er Jahren das für die Haubennetzspinnen (Phylloneta) typische und allgemein markante Brutpflegeverhalten der Gattung erstmals erforscht. Dafür wurde ein Muttertier der Kleinen Haubennetzspinne mit radioaktiv markierten Fliegen gefüttert, was der Aufklärung diente, ob eine auf oralem Wege stattfindende Nahrungsbereitstellung des Muttertieres gegenüber seiner Nachkommen tatsächlich erfolgen würde. Die radioaktive Substanz ließ sich später auch in den Jungtieren Nachweisen, nachdem diese von ihrem Muttertier mit intestinalen Flüssigkeiten genährt wurden.